# Fredrik Torsteinbø
Fredrik Torsteinbø, född 13 mars 1991 i Stavanger, är en norsk fotbollsspelare som sedan 2017 spelar i Viking FK.
Torsteinbø startade sin karriär i FK Vidar 2009. Under 2011 skrev han på för Sandnes Ulf där han debuterade 3 april 2011 i 0-1-förlusten mot Bryne FK.
3 januari 2014 skrev Torsteinbø på för Hammarby IF. I sin ligadebut 7 april 2014 blev Torsteinbø stor hjälte när han nickade in 1-0 i 93:e minuten på bortaplan mot Assyriska FF. Han gjorde sitt andra mål för klubben i matchen efter när Hammarby vann med 5-0 mot Degerfors IF.